# بيوتر ماتشوفسكي
بيوتر ماتشوفسكي، من مواليد (7 يونيو 1983)، رياضي بولندي (متقاعد)، وهو رامي القرص وقد حاز على الميدالية الفضية مرتين في دورة الألعاب الأولمبية الصيفية لعام 2008 والألعاب الأولمبية الصيفية لعام 2016. وكانت أفضل رمية شخصية لهُ هي 71.84 مترًا، ويحتل المرتبة الخامسة في أطول مسافات رمي القرص على الإطلاق، والتي تحققت في 8 يونيو 2013 في هينجيلو، هولندا.

## مسيرتة الرياضية
كان بيوتر ماتشوفسكي في شبابه جزءًا من نادي أولسك الرياضي العسكري في مدينة فروتسواف ، وكانت أول نجاحاته في رمي القرص في عام 2006، خلال بطولة تل أبيب الشتوية (65.01 م) وكأس أوروبا في ملقة، وكذلك - بطولة أوروبا في جوتنبرج بالمركز السادس (64.57 م). ومع ذلك، في أول ظهور لهُ في بطولة العالم 2007، حصل على المركز الثاني عشر الباهت. من ناحية أخرى، أثناء التحضير لموسم عام 2008، تعرض لإصابة أبعدته عن الملاعب لمدة نصف عام.
على الرغم من اصابتهِ تمكن من المنافسة في أولمبياد بكين وفاز بالميدالية الفضية برمية 67.82 م. ولقد جذبت هذه النتيجة انتباه وسائل الإعلام في بلادهِ. في عام 2009، مع ذكرى مرور 50 عامًا على الرقم القياسي العالمي الذي سجله مواطنه إدموند بيتكوفسكي، وصل إلى بطولة العالم في برلين لاهتمامه باللقب، لكنه احتل المركز الثاني في المركز الثاني من قبل الألماني روبرت هارتينج.